# Белинский, Виссарион Григорьевич
Виссарио́н Григо́рьевич Бели́нский (рус. дореф. Виссаріонъ Григорьевичъ Бѣлинскій; 30 мая [11 июня] 1811[…], Свеаборг, Нюландско-Тавастгусская губерния[…] — 26 мая [7 июня] 1848[…], Санкт-Петербург) — русский литературный критик, теоретик, публицист.

## Биография
В 1719 году монастырь Аграфенина-Пустынь под Рязанью владел селом Белынь, Нижнеломовского уезда Пензенской губернии, которое в 1724 году стало вотчиной одного из рязанских монастырей.
Жители этого села образовали его, переселившись в Нижнеломовский уезд (нынешняя Пензенская область). В Белыни служил священником Никифор Трифонов, в семье которого в 1784 году родился Григорий Никифорович, отец Виссариона Белинского.

### Семья
Семья была религиозной: священник Никифор Трифонов (1738—1825) имел репутацию праведника и аскета, его старший брат Алексей (1730—1813) тоже был священником, а племянник Иван — монахом. Сын Никифора, Григорий, в 1797 году поступил в Тамбовскую духовную семинарию, где, вероятно, и была дана ему фамилия Белынского, по обычаю, существовавшему в семинариях, различать своих воспитанников по городам и селам, в которых они родились. Позже Григорий Никифорович, не окончив семинарию, оставил духовную карьеру и в 1804 году был принят на «казённый кошт» в Санкт-Петербургскую медико-хирургическую академию, откуда был выпущен кандидатом хирургии в морской госпиталь в Кронштадте в 1809 году. Лекарем стал в 1810 году, служил в крепости Свеаборг. 21 октября того же года по болезни был уволен со службы, и по желанию вернуться в родные края назначен уездным врачом в Чембаре. К 1830 году дослужился до чина коллежского асессора, вместе с которым получил право на потомственное дворянство. Его жена — Мария Ивановна (1791 [1792?] — 1834), в девичестве Иванова, была дочерью шкипера и происходила из бедной дворянской семьи.

### Детство
Виссарион родился 30 мая (11 июня) 1811 года в крепости Свеаборг, тогда принадлежавшей Российской империи. Раннее детство Виссариона совпало с первыми годами Великого Княжества Финляндского. Впоследствии (1816) отец переселился в родной край и получил место уездного врача в городе Чембаре.
Семья Белинских была небогата, что в дальнейшем дало повод биографам Белинского говорить о детской нищете как о причине ранней смерти критика. Кроме того, Белинский-старший имел репутацию вольнодумца, не верующего в Бога и пренебрегающего обрядностью. Провинциальное общество брезговало общением с ним и обращалось к его услугам только в случае крайней необходимости. В конце концов, с появлением в Чембаре 9-го егерского полка, который имел своих докторов, его практика сошла на нет.
Сам Белинский описывал свою семью так:
Мать моя была охотница рыскать по кумушкам; я, грудной ребёнок, оставался с нянькою, нанятою девкою; чтоб я не беспокоил её своим криком, она меня душила и била. Впрочем, я не был грудным: родился я больным при смерти, груди не брал и не знал её… сосал я рожок, и то, если молоко было прокислое и гнилое — свежего не мог брать… Отец меня терпеть не мог, ругал, унижал, придирался, бил нещадно и ругал площадно — вечная ему память. Я в семействе был чужой.
Выучившись чтению и письму у учительницы и получив от отца уроки латыни, Виссарион был отдан в только что открывшееся в Чембаре уездное училище. В августе 1825 году он перешёл в губернскую гимназию, где проучился три с половиной года. В первый год он учился хорошо, но дальше стал пропускать уроки и не окончил четвёртого класса.
Виссарион принимает решение поступить в Московский университет. Исполнение этого замысла было очень нелегко, потому что отец, по ограниченности средств, не мог содержать сына в Москве. Однако юноша решился бедствовать, лишь бы только быть студентом.
При поступлении в университет он изменил свою фамилию с Белынский на Белинский, как на более благозвучную.

### Университетские годы, исключение

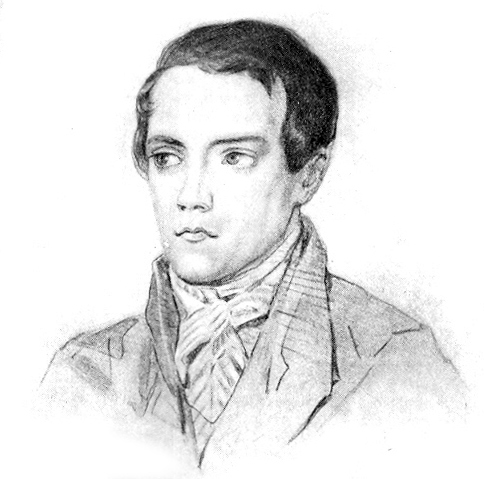
Белинский в молодости

В августе 1829 года Белинский был зачислен в студенты, а в конце того же года принят на казённый счёт. В комнате общежития, где жил В. Г. Белинский, позже стал собираться кружок студентов-разночинцев Московского университета «Литературное общество 11-го нумера», который был создан для обсуждения проблем литературно-общественной и политической жизни и чтения собственных произведений.
С 1829 по 1832 годы он учился на словесном отделении философского факультета Московского университета. Поступление в университет, помимо сдачи экзаменов, было сопряжено с целым рядом формальностей. В частности, требовалось поручительство «о непринадлежности к тайным обществам». Такое поручительство предоставил генерал Дурасов — знакомый родственников Белинского.
Московский университет того времени ещё принадлежал по своему характеру и направлению к дореформенной эпохе, но в нём уже появились молодые профессоры, знакомившие студентов с самой настоящей наукой и бывшие предвестниками блистательного периода университетской жизни 1840-х годов. Лекции Николая Надеждина и Михаила Павлова вводили слушателей в круг идей германской философии (Шеллинга и Окена).
Увлечение интересами мысли и идеальными стремлениями соединило наиболее даровитых студентов в тесные дружеские кружки, из которых впоследствии вышли очень влиятельные деятели русской литературы и общественной жизни. В этих кружках Белинский — и в годы своего студенчества, и позже — нашёл горячо любимых друзей, которые ему сочувствовали и вполне разделяли его стремления (Герцен, Огарёв, Станкевич, Кетчер, Евгений Корш, впоследствии — Василий Боткин, Фаддей Заблоцкий и другие).
Бытовые условия в университете были тяжёлыми. Белинский описывает их так:
Столики стоят в таком близком один от другого расстоянии, что каждому даже можно читать книгу, лежащую на столе своего соседа, а не только видеть, чем он занимается. Теснота, толкотня, крик, шум, споры; один ходит, другой играет на гитаре, третий на скрипке, четвёртый читает вслух — словом, кто во что горазд! Извольте тут заниматься! Сидя часов пять сряду на лекциях, должно и остальное время вертеться на стуле. Бывало, я и понятия не имел о боли в спине и пояснице, а теперь хожу весь как разломанный… Пища в столовой так мерзка, так гнусна, что невозможно есть. Я удивляюсь, каким образом мы уцелели от холеры, питаясь пакостною падалью, стервятиной и супом с червями. Обращаются с нами как нельзя хуже.
Всё это привело к тому, что Виссарион, с детства слабый, начал хронически болеть. В августе 1831 года Белинский сообщает в письме родителям: «У меня открылась в правом боку жестокая колика, которую ещё более усугублял сильный кашель… Я ужасно боюсь, чтобы болезнь моя не обратилась в чахотку». В начале 1832 года он находился в больнице почти четыре месяца с диагнозом «хроническое воспаление лёгких» и вынужден был выписаться, недолечившись. В июне 1832 года в письме брату Виссарион сообщил, что здоровье «…почти невозвратно потеряно».
Поддавшись влиянию носившейся тогда в воздухе философии и ещё более — влиянию литературного романтизма, молодой студент Белинский решился выступить на литературном поприще с трагедией в стиле шиллеровских «Разбойников», заключавшей в себе сильные тирады против крепостного права. Представленная в цензуру (состоявшую в то время из университетских профессоров), трагедия «Дмитрий Калинин» не только не была разрешена к печати, но и послужила для Белинского источником целого ряда неприятностей, которые привели, в конце концов, к его исключению из университета в сентябре 1832 года «по слабости здоровья и притом по ограниченности способностей». Именно в это время и родился один из многих знаменитых афоризмов критика: «Сила и понимание книги в её своевременном прочтении». Белинский остался безо всяких средств и кое-как перебивался уроками и переводами (перевёл роман Поля де-Кока «Магдалина», М., 1833). Ближе познакомившись с профессором Надеждиным, основавшим в 1831 году новый журнал «Телескоп», он стал переводить небольшие статейки для этого журнала и, наконец, в сентябре 1834 года выступил с первой своей серьёзной критической статьёй, с которой, собственно, и начинается его настоящая литературная деятельность.

### Влияние кружка Станкевича на Белинского
В эти годы Белинский находился под влиянием кружка Станкевича, направившего в это время все свои умственные силы на изучение философской системы Гегеля, которая разбиралась до мельчайших подробностей и комментировалась в бесконечных спорах. Главным оратором кружка был М. А. Бакунин, поражавший своей начитанностью и рассудительностью. Идя вслед за ним, Белинский всецело усвоил одно из основных положений гегелевского миросозерцания: «всё действительное разумно», — и явился страстным защитником этого положения в самых крайних логических его последствиях и особенно в применении к действительности русской.
Белинский и его друзья в те годы «жили» философией, на всё смотрели и всё решали с философской точки зрения. Это было время их первого знакомства с Гегелем, и восторг, возбуждённый новизной и глубиной его идей, на некоторое время взял верх над всеми остальными стремлениями передовых представителей молодого поколения, сознавших на себе обязанность быть провозвестниками неведомой в России истины, которая казалась им, в пылу первого увлечения, всё объясняющей, всё примиряющей и дающей человеку силы для сознательной деятельности. Органом этой философии и явился «Московский Наблюдатель» в руках Белинского и его друзей. Его характерными особенностями были: проповедь полного признания «действительности» и примирения с нею, как с фактом законным и разумным; теория чистого искусства, имеющего целью не воспроизведение жизни, а лишь художественное воплощение «вечных» идей; преклонение перед немцами, в особенности перед Гёте, за такое именно понимание искусства, и ненависть или презрение к французам за то, что они вместо культа вечной красоты вносят в поэзию временную и преходящую злобу дня. Все эти идеи и развивались Белинским в статьях «Московского Наблюдателя» с обычной страстностью, с которой он всегда выступал на защиту того, во что верил; прежняя проповедь личного самосовершенствования, вне всякого отношения к вопросам внешней жизни, сменилась теперь поклонением общественному статус-кво.
К этому времени относится исповедание Белинским теории «примирения с действительностью», отчасти почерпнутой у Гегеля. Белинский отстаивал ту точку зрения, что действительность значительнее всех мечтаний. Однако он смотрел на неё глазами идеалиста и не столько старался её изучать, сколько переносил в неё свой идеал и верил, что этот идеал имеет себе соответствие в действительности или что, по крайней мере, важнейшие элементы действительности сходны с теми идеалами, какие найдены для них в системе Гегеля.
Такая уверенность, очевидно, была лишь временным и переходным увлечением системой и скоро была поколеблена. Этому содействовали, главным образом, два обстоятельства: во-первых, жаркие споры Белинского и его друзей с кружком Герцена и Огарёва, уже давно покинувших теоретическое философствование ради изучения вопросов общественных и политических, и оттого постоянно указывавших на резкие и непримиримые противоречия действительности с идеалами, и, во-вторых, более тесное и непосредственное соприкосновение с русской общественной жизнью того времени, вследствие переезда Белинского в Петербург.
Около 1840 года Белинский решительно порвал с «примирением» и очень быстро заслужил репутацию одного из самых непримиримых писателей современности. Тогда же он уверился в социализме, который стал для него, по его же собственным словам, «идею идей, бытием бытия, вопросом вопросов, альфою и омегою веры и знания».

### Первая критическая статья
Эта критическая статья Белинского, помещённая в нескольких номерах издававшейся при «Телескопе» «Молвы» под названием: «Литературные мечтания. Элегия в прозе», представляет собой обзор исторического развития русской литературы. Установив понятие литературы в идеальном смысле и сравнивая с ним положение русской литературы от Кантемира (1708—1744) до новейшего времени, Белинский высказывает убеждение, что «у нас нет литературы» в том широком, возвышенном смысле, как он её понимает, а есть лишь небольшое число писателей. Он с уверенностью высказывает этот отрицательный вывод, но именно в нём и находит залог богатого будущего развития: этот вывод важен и дорог, как первое сознание истинного значения литературы; с него и должны были начаться её деятельное развитие и успехи.
У нас нет литературы, я повторяю это с восторгом, с наслаждением, ибо в сей истине вижу залог наших будущих успехов… Присмотритесь хорошенько к ходу нашего общества, — и вы согласитесь, что я прав. Посмотрите, как новое поколение, разочаровавшись в гениальности и бессмертии наших литературных произведений, вместо того, чтобы выдавать в свет недозрелые творения, с жадностью предаётся изучению наук и черпает живую воду просвещения в самом источнике. Век ребячества проходит, видимо, — и дай Бог, чтобы он прошёл скорее. Но ещё более дай Бог, чтобы поскорее все разуверились в нашем литературном богатстве. Благородная нищета лучше мечтательного богатства! Придёт время, — просвещение разольётся в России широким потоком, умственная физиономия народа выяснится, — и тогда наши художники и писатели будут на все свои произведения налагать печать русского духа. Но теперь нам нужно ученье! ученье! ученье!…
В этой первой своей статье, которая произвела на читателей очень сильное впечатление, Белинский явился, с одной стороны, прямым продолжателем Надеждина, а с другой — выразителем тех мнений о литературе и её задачах, какие высказывались в то время в кружке Станкевича, имевшем решительное влияние на развитие убеждений критика. Надеждин, восставая против современного ему романтизма с его дикими страстями и заоблачными мечтаниями, требовал от литературы более простого и непосредственного отношения к жизни; кружок Станкевича, всё более и более увлекавшийся направлением философским, ставил на первый план воспитание в себе «абсолютного человека», то есть личное саморазвитие, безотносительно к окружающей нас действительности и общественной среде. Оба эти требования и были положены Белинским в основу его критических рассуждений. Их горячий тон, страстное отношение критика к своему предмету остались навсегда отличительной особенностью всего, что выходило из-под его пера, потому что вполне соответствовало его личному характеру, главной чертой которого всегда было, по словам Тургенева, «стремительное домогательство истины». В этом «домогательстве» Белинский, одарённый крайне восприимчивой и впечатлительной натурой, провёл всю жизнь, всей душой отдаваясь тому, что в данную минуту считал правдой, упорно и мужественно отстаивая свои воззрения, но не переставая, в то же время, искать новые пути для разрешения своих сомнений. Новые пути и указывались ему русской жизнью и русской литературой, которая именно со второй половины 1830-х годов (с появлением Гоголя) начала становиться выражением действительной жизни.

### Начало карьеры литературного критика. Работа в «Телескопе»
Второе литературное обозрение Белинского, появившееся в «Телескопе» через полтора года после первого (1836), проникнуто тем же отрицательным духом; существенная мысль его достаточно выражается самым заглавием: «Ничто о ничём, или отчёт г. издателю „Телескопа“ за последнее полугодие (1835) русской литературы». Но появление повестей Гоголя и стихотворений Кольцова уже заставляет критика надеяться на лучшее будущее: в этих произведениях он уже видит начало новой эпохи в русской литературе. Эта мысль ещё яснее выступает в большой статье: «О русской повести и повестях Гоголя», за которой следовали статьи о стихотворениях Баратынского, Бенедиктова и Кольцова.
В 1835 году Надеждин, уезжая на время за границу, поручил издание «Телескопа» Белинскому, который старался, сколько было возможно, оживить журнал и привлечь к сотрудничеству свежие литературные силы из круга близких к нему людей. После возвращения Надеждина Белинский продолжал принимать очень деятельное участие в журнале до его запрещения (1836), которое оставило Белинского без всяких средств к жизни. Все попытки найти работу были безуспешны. Иной труд, кроме литературного, был для Белинского почти немыслим; изданная им в середине 1837 года «Русская грамматика» не имела никакого успеха.
В том же году у Белинского был диагностирован сифилис. В июне 1837 года Белинский отправился на Кавказ и с 20 июня начал лечиться в Пятигорске. Там он провёл три месяца и, по собственным оценкам, немного поправил здоровье (хотя лечение ртутной мазью, вероятно, сказалось на нём отрицательно). Однако тяжёлое материальное положение (он существовал только на помощь друзей и займы) не могло не отразиться на его состоянии. Написал около десятка писем из Пятигорска. Лечился «усердно и ревностно», с 8 июня по 8 июля ему было отпущено 102 ванных билета. Здесь он познакомился с М. Ю. Лермонтовым на квартире у Сатина в доме Варлаама Арешева (ныне на этом месте санаторий «Руно»).
Ситуация несколько улучшилась в начале 1838 года, когда он сделался негласным редактором «Московского наблюдателя», перешедшего от прежних издателей в другие руки. В этом журнале Белинский стал таким же неутомимым работником, каким был прежде в «Телескопе»; здесь помещён целый ряд его крупных критических статей, 5-актная драма «Пятидесятилетний дядюшка или странная болезнь», после которой Белинский окончательно убедился, что его призвание — только в критике.

### Работа в «Отечественных записках»
Этот переезд состоялся в конце 1839 года, когда Белинский, убедившись в материальной невозможности продолжать издание «Наблюдателя» и бороться с увеличивающейся нуждой, вошёл, через И. И. Панаева, в переговоры с А. А. Краевским, и принял его предложение взять на себя критический отдел в «Отечественных записках».
С болью в сердце оставлял Белинский Москву и друзей своих, и в Петербурге долго ещё не мог освоиться со своим новым положением: его первые статьи в «Отечественных записках» (о «Бородинской годовщине», о Менцеле, о «Горе от ума») ещё носят на себе «московский» отпечаток, даже усиленный, как будто критик хотел во что бы то ни стало довести свои выводы о разумной действительности до самого крайнего предела. Но действительность, при более близком знакомстве с нею, ужаснула его, — и старые вопросы, занимавшие его мысль, мало-помалу стали являться перед ним в другом свете. Весь запас нравственных стремлений к высокому, пламенной любви к правде, направлявшийся прежде на идеализм личной жизни и на искусство, обратился теперь в скорбь об этой действительности, на борьбу с её злом, на защиту беспощадно попираемого ею достоинства человеческой личности. С этого времени критика Белинского приобретает значение общественное; она всё больше и больше проникается живым интересом к русской жизни и, вследствие этого, становится всё более и более положительной. С каждым годом в статьях Белинского мы находим всё меньше и меньше рассуждений о предметах отвлечённых; всё решительнее становится преобладание элементов данных жизнью, всё яснее признание жизненности — главной задачей литературы.
«Отечественные записки» поглощали теперь всю деятельность Белинского, работавшего с чрезвычайным увлечением и вскоре сумевшему завоевать своему журналу, по влиянию на тогдашних читателей, первое место в литературе. В целом ряде больших статей Белинский является теперь уже не отвлечённым эстетиком, а критиком-публицистом, разоблачающим фальшь в литературе. От литературы он требует возможно более полного изображения действительной жизни:
Свобода творчества легко согласуется со служением современности; для этого не нужно принуждать себя писать на темы, насиловать фантазию; для этого нужно только быть гражданином, сыном своего общества и своей эпохи, усвоить себе его интересы, слить свои стремления с его стремлениями; для этого нужна симпатия, любовь, здоровое практическое чувство истины, которое не отделяет убеждения от дела, сочинения от жизни.
Свою собственную деятельность Белинский воспринимал как служение, наподобие монашеского или военного. Ещё в 1839 году он писал:

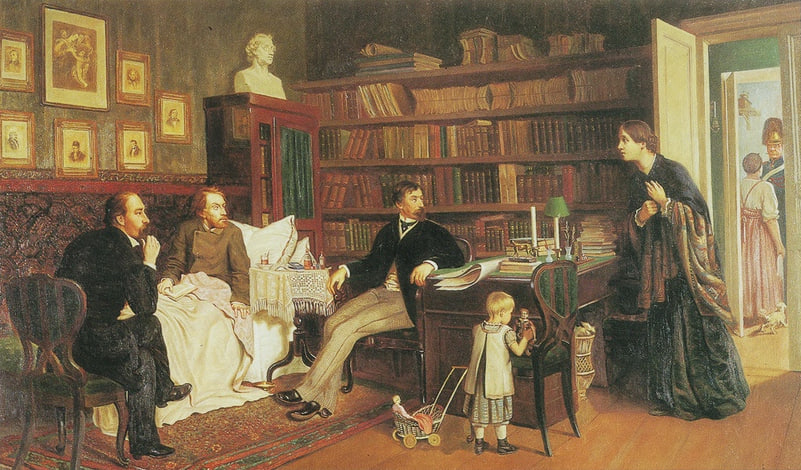
Н. А. Некрасов и И. И. Панаев у больного В. Г. Белинского. Художник А. Наумов, 1881 год

Мы живём в страшное время, судьба налагает на нас схиму, мы должны страдать, чтобы нашим внукам легче было жить… Нет ружья, — бери лопату, да счищай с „расейской“ публики (грязь). Умру на журнале, и в гроб велю положить под голову книжку „Отечественных записок“. Я — литератор; говорю это с болезненным и вместе радостным и горьким убеждением. Литературе расейской — моя жизнь и моя кровь… Я привязался к литературе, отдал ей всего себя, то есть сделал её главным интересом своей жизни…

### Отношение Белинского к религии и патриотизму
Религиозные убеждения молодости скоро сменились атеистическими настроениями. В 1845 году Белинский пишет Герцену: «в словах Бог и религия вижу тьму, мрак, цепи и кнут». Официально Белинский не объявлял себя атеистом, но был известен критикой религии вообще и православия в частности.
Белинский крайне критически относился к национальному псевдопатриотизму. В частности, именно Белинский приложил большие усилия для популяризации стигматизирующего выражения Квасной патриотизм (принадлежало Вяземскому, Белинский называл его «счастливым выражением» Вяземского). Но между тем он был глубоким патриотом и верил в то, что русский народ ждет большое будущее:
Я — натура русская. Скажу тебе яснее: je suis un Russe et je suis fier de l’être . Не хочу быть даже французом, хотя эту нацию люблю и уважаю больше других. Русская личность пока — эмбрион, но сколько широты и силы в натуре этого эмбриона, как душна и страшна ей всякая ограниченность и узкость!Из письма Белинского Боткину от 8 марта 1847 г.
Мы будем и юристами, и римлянами в юриспруденции, но мы будем и поэтами, и философами, народом аристократическим, народом ученым и народом воинственным, народом промышленным, торговым, общественным... В России видно начало этих элементов.Из рецензии к «Речи, произнесенной в торжественном собрании императорского Московского Университета», 1842.
В ранний (гегельянский) период творчества он писал, что жизнь каждого народа «выражает одну какую-нибудь сторону жизни всего человечества»:
Только идя по разным дорогам, человечество может достигнуть своей единой цели; только живя самобытною жизнью, может каждый народ принесть свою общую долю в русскую сокровищницу.Белинский, Литературные мечтания, 1834.
 Выражение особенности развития отдельных народов Белинский видел в «особом, одному ему присущем образе мыслей и взглядов на предметы, в религии, в языке и более всего в обычаях», источник которых, по мнению молодого критика, проистекал из «причины всех причин — климата и местности».

### Последние годы
Кроме ежегодных обозрений текущей литературы, в которых взгляды Белинского высказывались с особенной полнотой и последовательностью, кроме статей о театре и массы библиографических и политических заметок, Белинский поместил в «Отечественных Записках» 1840—1846 годов статьи о Державине, Лермонтове, Майкове, Полежаеве, Марлинском, о русской народной поэзии и ряд больших статей (1844), составивших целый том и представляющих, в сущности, историю русской литературы от Ломоносова до смерти Пушкина.
Между тем здоровье Белинского становилось всё хуже и хуже: у него развивалась чахотка.
А. И. Герцен так описал Белинского в тот период:
Без возражений, без раздражения он не хорошо говорил, но когда он чувствовал себя уязвлённым, когда касались до его дорогих убеждений, когда у него начинали дрожать мышцы щёк и голос прерываться, тут надобно было его видеть: он бросался на противника барсом, он рвал его на части, делал его смешным, делал его жалким и по дороге с необычайной силой, с необычайной поэзией развивал свою мысль. Спор оканчивался очень часто кровью, которая у больного лилась из горла; бледный, задыхающийся, с глазами, остановленными на том, с кем говорил, он дрожащей рукой поднимал платок ко рту и останавливался, глубоко огорчённый, уничтоженный своей физической слабостью.
Осенью 1845 года Белинский выдержал сильный приступ болезни. С этого времени и до смерти его лечащим врачом стал Карл Андреевич Тильман.
Срочная работа становилась ему невыносима; отношения с редакцией «Отечественных Записок» стали расстраиваться, и в начале 1846 года Белинский оставил журнал. Этому предшествовал конфликт с издателем Краевским, поскольку болезнь критика и его увлекающийся характер мешали регулярной работе, а Краевский был требователен к срокам сдачи библиографических статей, хотя и входил в положение своего подчиненного. Раздраженный Белинский писал о своем патроне:
Из письма Белинского Боткину.
Говорят, дела сего кровопийцы, высосавшего из меня остатки моего здоровья, плохи и его все оставляют. Если правда, я рад, ибо от души желаю ему всего скверного, всякой пакости.
Лето и осень этого года Белинский провёл вместе с артистом Щепкиным на юге России. В Одессе Белинского консультировал некий доктор, знакомый М. С. Щепкина. В дальнейшем его курировал штаб-лекарь Андрей Фёдорович Арендт (1795—1862), который лечил его курением белладонны и морскими купаниями.
Возвратившись в Петербург, Белинский сделался постоянным сотрудником нового журнала «Современник», издание которого взяли на себя Н. А. Некрасов и И. И. Панаев, собравшие вокруг себя лучшие литературные силы того времени. Но дни Белинского были уже сочтены. Не считая мелких библиографических заметок, ему удалось напечатать в «Современнике» только одну большую статью: «Обозрение литературы 1847 года».
Усилившаяся болезнь заставила его предпринять поездку за границу (с мая по ноябрь 1847 года), на немецкий курорт Зальцбрунн, где его пользовал некий доктор Цемплин, которого ему порекомендовал Тильман. Лечение доктора было шарлатанским, облегчения не наступило.
13 июля Белинский, чахнувший чахоткой, за 3 дня напишет письмо Н. В. Гоголю.
Находясь на курорте, Белинский написал ставшее почти легендарным открытое «Письмо Н. В. Гоголю 15 июля 1847 г.» (которое расходилось тогда по России как запрещённый «самиздат», а в легальной прессе было опубликовано лишь после революции 1905 года).
В этом письме Белинский, в частности, утверждал:
Ей (России) нужны не проповеди (довольно она слышала их!), не молитвы (довольно она твердила их!), а пробуждение в народе чувства  человеческого достоинства, столько веков потерянного в грязи и навозе, права и законы, сообразные не с учением церкви, а со здравым смыслом и справедливостью, и строгое, по возможности, их выполнение. А вместо этого она представляет собою ужасное зрелище… страны, где нет не только никаких гарантий для личности, чести и собственности, но нет даже и полицейского порядка, а есть только огромные корпорации разных служебных воров и грабителей.
Письмо Белинского Гоголю стало, фактически, последним и самым ярким его публицистическим выступлением.

### Последняя попытка лечения и смерть

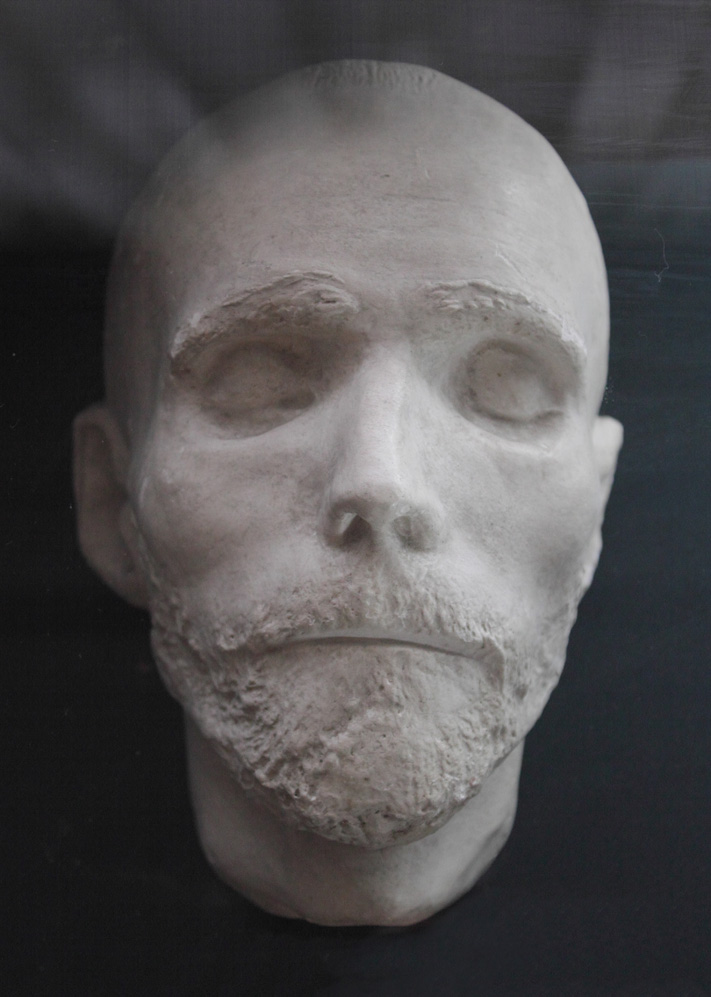
Посмертная маска Белинского

Белинский пытался бороться за жизнь с июня 1847 года. Разочаровавшись в немецких врачах, он обратился к французской медицине и стал пациентом доктора Тира де Мальмор (J. Tirat de Malemort), энергичного шарлатана, обещавшего исцеление от чахотки, наблюдались кашель, кровохарканье. Он лечился в частном санатории (Maison de santê — Дом здоровья) доктора Тира в Пасси. По возвращении в Петербург его лечащий врач Тильман сначала раскритиковал средства Тира, а потом уверил Белинского, что нашёл их аналоги.
Дорогостоящее лечение окончательно разорило Белинского, у которого не осталось ничего, кроме долгов. Болезнь прогрессировала. Начались и трудности с публикациями. Белинский даже был вызван в III отделение на профилактическую беседу, но к тому моменту уже не мог подняться с постели.
Белинский скончался 7 июня 1848 года в Санкт-Петербурге.

### Похороны

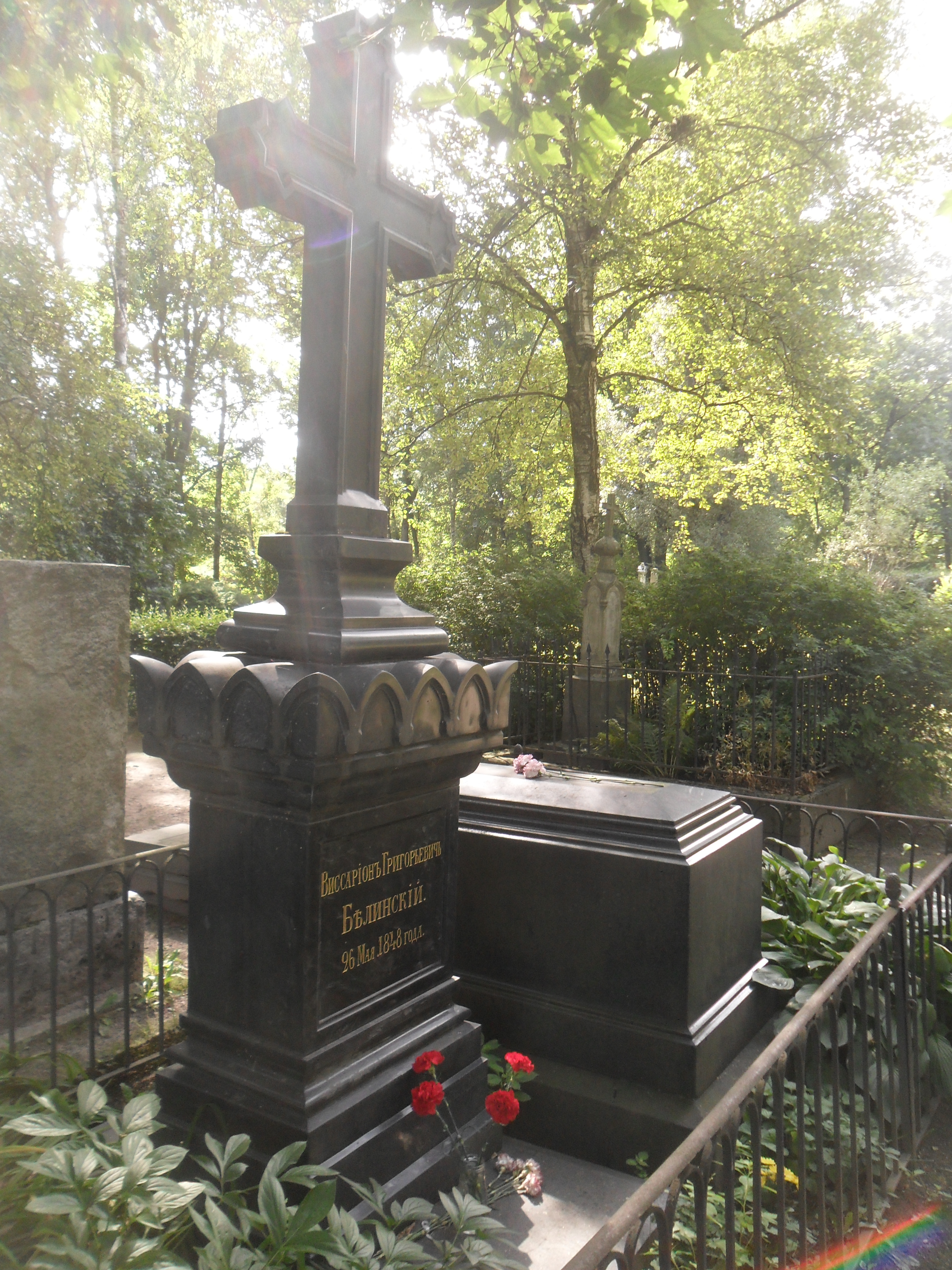
Могила Виссариона Белинского

Похоронен на Волковском кладбище Санкт-Петербурга, о чём есть запись в архиве при церкви на кладбище: «Виссарион Григорьев Белинский. За копку могилы 1 руб. За катафалк 2 руб. За место по 5 разряду 5 руб.» После того, как рядом с Белинским в 1861 году был похоронен Николай Добролюбов, эта часть Волковского кладбища стала популярным местом упокоения русских писателей и литературных критиков, получив название «Литераторские мостки». В настоящее время они являются одним из самых престижных в Санкт-Петербурге некрополей для выдающихся деятелей культуры и науки.

### Семья
С будущей женой, Марией Васильевной Орловой, Белинский был знаком ещё с 1835 года. В летние месяцы 1843 года он пережил в Москве вторую «весну своих дней и чувств» — и уехал из Москвы уже «женихом». Его невесте, классной даме московского Екатерининского института было также 32 года. Свадьба состоялась в Петербурге 12 ноября 1843 года, а 13 июня 1845 года у них родилась дочь Ольга (в замужестве Бензис, умерла 4 декабря 1904 года). Младшие двое детей Белинских умерли в младенчестве: сын Владимир — примерно 20 марта 1847 г. в возрасте четырёх месяцев, а дочь Вера — в 1849 году, в годовалом возрасте.
О своей семейной жизни Белинский ничего никому не говорил. В письме же к жене 7 мая 1846 года писал: «Странные мы с тобою, братец ты мой, люди: живём вместе — не уживаемся, а врозь — скучаем». Кроме того, дома у Белинского поселилась и сестра жены, Агриппина Васильевна Орлова, доставлявшая ему, заодно с женой, немало тяжёлых минут своим характером. В письмах Белинскому жена пеняла ему, что он с ней «дурно обращается», что он уехал лечиться (за два года до смерти) «без причины», а значит, не любит жену и ребёнка. А сестра её, Агриппина, заявляла в письмах, что она «плюёт» на Белинского.
Потомки дочери Белинского — Ольги Белинской-Бензис — в настоящее время живут в Греции и во Франции. Другая часть потомков проживает сейчас в Москве.

## Оценки, критика и значение
Отношение к Белинскому со стороны властей и лояльной части интеллигенции было отрицательным. В последние годы царствования Николая I само имя Белинского было изъято из обращения и даже в первые годы царствования Александра II не произносилось в печати прямо, а заменялось выражением: «критик гоголевского периода».
Это привело к тому, что Белинский стал символом и знаменем либеральной интеллигенции. Он явился учителем и руководителем молодого поколения писателей — плеяды 1840-х годов. Как литературный критик Белинский выдвинул и обосновал теорию реализма. Его статьи-монографии о творчестве А. С. Пушкина, Н. В. Гоголя, А. С. Грибоедова, М. Ю. Лермонтова содержали ряд принципиальных для революционных демократов эстетических принципов и положений: народность, соответствие действительности, верность характеру героя, современность. Художественная точка зрения всегда сочеталась у него с исторической и социальной.
Г. В. Плеханов считал Белинского «самым глубокомысленным из наших критиков», обладавшим «чутьём гениального социолога».
Для русского революционного движения и советского периода была характерна восторженная оценка Белинского. Отношение же писателей право-консервативной направленности к его фигуре и философии было во многом отрицательным. Например, высоко оценённый Белинским Достоевский в «Дневнике писателя» критически отнёсся к его социально-реформаторским взглядам:
Белинский был по преимуществу не рефлективная  личность, а именно беззаветно восторженная, всегда, во всю его жизнь. (…) Выше всего ценя разум, науку и реализм, он в то же время понимал глубже всех, что одни разум, наука и реализм могут создать лишь муравейник, а не социальную «гармонию», в которой бы можно было ужиться человеку. Он знал, что основа всему — начала нравственные. В новые нравственные основы социализма (который, однако, не указал до сих пор ни единой, кроме гнусных извращений природы и здравого смысла) он верил до безумия и безо всякой рефлексии; тут был один лишь восторг. Но, как социалисту, ему прежде всего следовало низложить христианство; он знал, что революция непременно должна начинать с атеизма. Ему надо было низложить ту религию, из которой вышли нравственные основания отрицаемого им общества. Семейство, собственность, нравственную ответственность личности он отрицал радикально. Без сомнения, он понимал, что, отрицая нравственную ответственность личности, он тем самым отрицает и свободу её; но он верил всем существом своим (гораздо слепее Герцена, который, кажется, под конец усомнился), что социализм не только не разрушает свободу личности, а, напротив, восстановляет её в неслыханном величии, но на новых и уже адамантовых основаниях.
Н. А. Бердяев так характеризовал его:
Белинский был человеком исключительных дарований и исключительной восприимчивости к идеям, но уровень его образования был невысокий, он почти не знал иностранных языков и знакомился с идеями, которыми был увлечён, из вторых рук.
Относительно нейтральные оценки вклада Белинского в литературоведение появились достаточно поздно. П. Вайль и А. Генис в книге «Родная речь. Уроки изящной словесности» высказываются о нём так:
Жанр критического фельетона Белинский разработал и довел до такого совершенства, что он навсегда остался главным в русской журнальной жизни. После Белинского писать о литературе можно, только непрестанно развлекая аудиторию отступлениями, витиеватым острословием и активным присутствием личности самого критика.
Когда Белинский судит персонажей не по законам искусства, а житейски, на основании здравого смысла, его анализ блещет юридическим красноречием в духе цицероновской традиции.
Мучаясь от очевидной тавтологии, Белинский описывает литературу средствами литературы же, постоянно впадая в ажиотаж безнадежного соперничества с писателями.

## Память

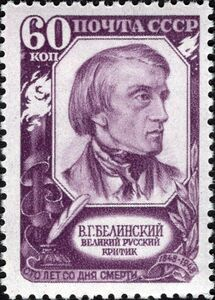
Почтовая марка, 1948 год. 100-летие со дня смерти Виссариона Григорьевича Белинского. Портрет по картине Кирилла Антоновича Горбунова (1843).

В честь В. Г. Белинского были названы:
Космические объекты
- В 1985 году — кратер Белинский[англ.] на Меркурии[28].
- 25 сентября 1988 года астероиду, открытому 5 ноября 1975 года Л. И. Черных в Крымской астрофизической обсерватории, присвоено наименование «3747 Belinskij»[29].

Населённые пункты, топонимы

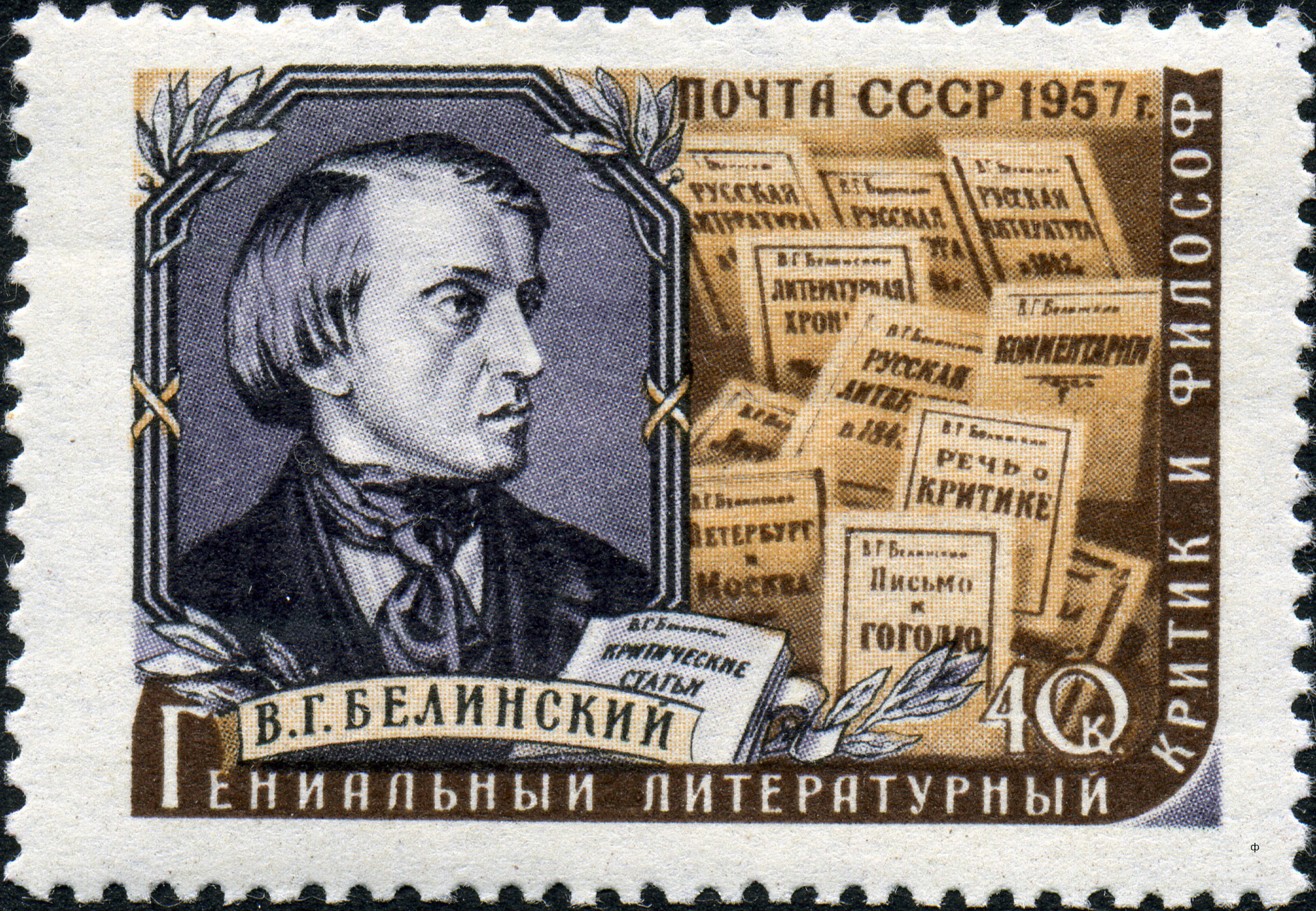
Почтовая марка СССР, 1957 год

- В 1918 году железнодорожная станция в городе Каменка Пензенской области названа станцией Белинская.
- В 1948 году город Чембар Пензенской области был переименован в город Белинский — административный центр Белинского района Пензенской области.
- Именем Белинского названы мыс, река и близлежащий посёлок на Сахалине[30].

Другие топонимы
В 2013 году имя Белинского носили 478 площадей, улиц и переулков в России, в том числе в Абакане, Бердске, Владивостоке, Волгограде, Воронеже, Губкине Белгородской области, Екатеринбурге, Иркутске, Йошкар-Оле, Калининграде, Каменке, Казани, Кисловодске, Кузнецке, Липецке, Нижнем Новгороде, Новосибирске, Новоуральске, Пензе, Перми, Пскове, Россоши, Санкт-Петербурге, Махачкале, Старом Осколе, Сыктывкаре, Тольятти, Торжке, Томске, Тюмени, Уфе, Череповце, Якутске, Ярославле, Каменске-Уральском.
В Твери и Петрозаводске имя Белинского носят улица и проезд.

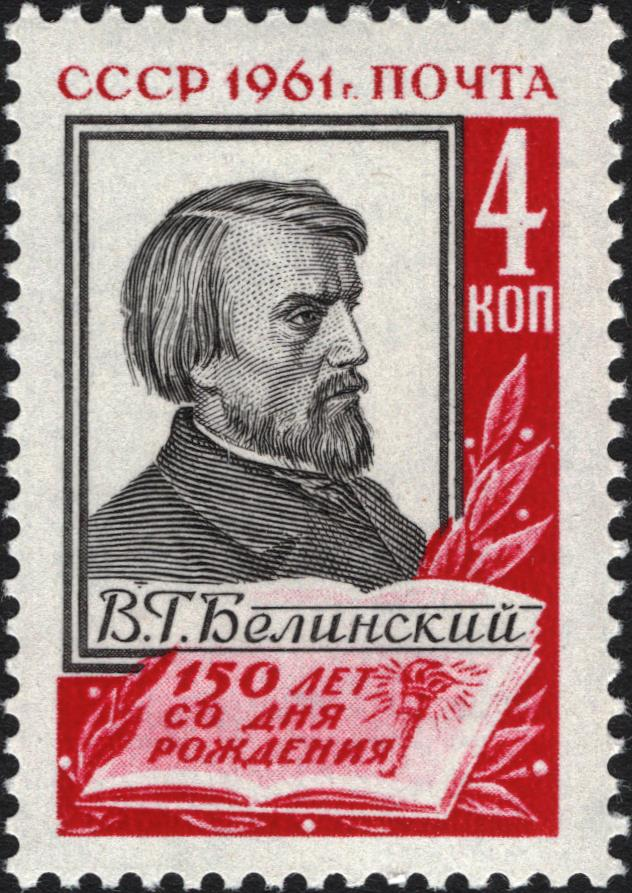
Почтовая марка СССР, 1961 год. 150-летие со дня рождения В. Г. Белинского (1811-1848), русского литературного критика, теоретика, публициста. Портрет по литографии И. А. Астафьева.

Улицы Белинского есть также в Братиславе , Алчевске (Луганская область), Ташкенте (сейчас — улица Халкобод), Бишкеке (сейчас — улица Манаса), Минске, Кишинёве, Севастополе, Талдыкоргане, Караганде, Ужгороде, Харькове, Снежном (также назван и мост), Херсоне, в Рабочем посёлке города Петропавловска (Северо-Казахстанская область). Ранее именем Белинского называлась одна из улиц Алма-Аты (сейчас — улица Джансугурова).
Площадь, улица и мост в Санкт-Петербурге. Центральный парк культуры и отдыха им. В. Г. Белинского и один из скверов в городе Пензе.
Учебные заведения
Имя В. Г. Белинского присвоено:
- Пензенскому педагогическому институту имени В. Г. Белинского
- классической гимназии № 1 города Пензы
- средней общеобразовательной школе № 25 города Киева
- средней школе в г. Белинском Пензенской области
- московской школе № 19, на здании которой установлена мемориальная доска
- ташкентской школе № 61
- средней школе города Каскелен, Карасайского района, Алматинской области, Республики Казахстан
- средней школе № 38 города Еревана, Республики Армения.
- Николаевскому государственному педагогическому институту (Николаев, Украина)
- средней общеобразовательной школе № 2 города Горняк Алтайского края.

Библиотеки
Библиотеки имени В. Г. Белинского существуют в Пензе (библиотека основана в 1895 году, имя Белинского носит с 1898 года), Екатеринбурге (основана и носит имя Белинского с 1899 года), Калуге, Ленинск-Кузнецком, Краснодаре, Красноярске, Новосибирске, Якутске, Нижнем Новгороде, Керчи.
Материальные объекты
В 1980 году на воду спущен теплоход «Виссарион Белинский».
В 2018 году по итогам голосования Великие имена России Пензенский аэропорт был назван в честь Виссариона Григорьевича Белинского.
Премии
АН СССР учредила литературную премию его имени. Первоначально премия вручалась за работы, связанные с наследием критика, позже стала вручаться за книги, в которых рассматривался труд других революционных писателей; после распада СССР премия не вручается.
В 2019 г. по инициативе Свердловской областной библиотеки была учреждена Всероссийская литературно-критическая премия «Неистовый Виссарион».
В 2021 г. Объединением государственных литературно-мемориальных музеев Пензенской области учреждена премия в области литературной и театральной критики «Я в мире боец» имени В. Г. Белинского.
Музеи
В 1938 году в городе Чембаре Пензенской области был открыт единственный в России литературно-мемориальный музей В. Г. Белинского, а впоследствии был установлен памятник критику.

### Памятники
Пенза
В городе Пензе установлено четыре памятника В. Г. Белинскому:
- бюст на входе в Центральный парк культуры и отдыха им. В. Г. Белинского;
- в сквере Белинского, расположенном в центре города, перед областным драматическим театром (скульптор — Евгений Вучетич; архитектор — Поляков Л. М.). Памятник является объектом культурного наследия федерального значения;

- Бюст на улице Белинского рядом со зданием гимназии, в которой он учился (в здании гимназии ныне расположен Литературный музей);
- Скульптура «Юный Белинский» на территории Пензенского педагогического института им. В. Г. Белинского.

| |  | |  | |  | |
| Бюст работы скульптора Е. А. Кочуашвили (1948). г. Пенза. Главный вход в Центральный парк культуры и отдыха имени В. Г. Белинского (со стороны улицы Лермонтова) |  | Памятник работы скульптора Е. В. Вучетича и архитектора Л. М. Полякова (1954) г. Пенза. Театральная площадь. Сквер им. В. Г. Белинского |  | Бюст работы скульптора Н. А. Теплова (1981) г. Пенза. Сквер им. В. Г. Белинского на улице Белинского |  | Скульптура «Юный Белинский» работы Н. А. Матвеева (1994) г. Пенза. Главный корпус Педагогического института имени В. Г. Белинского Пензенского государственного университета (улица Лермонтова, 37) |

### Фильм
- В 1951 году был снят фильм «Белинский»

## Известные высказывания
- Да, в слове «царь» чудно слито сознание русского народа, и для него это слово полно поэзии и таинственного значения… (Бородинская годовщина. В. Жуковского. «Отечественные записки», 1839, № 10.)[35]
- Я начинаю любить человечество по-маратовски: чтобы сделать счастливою малейшую часть его, я, кажется, огнём и мечом истребил бы остальную. (Письмо В. П. Боткину 27—28 июня 1841 г.)[36]
- Люди так глупы, что их насильно надо вести к счастию. Да и что кровь тысячей в сравнении с унижением и страданием миллионов. (Письмо В. П. Боткину 8 сентября 1841 г.)[37]
- В словах Бог и религия вижу тьму, мрак, цепи и кнут. (Письмо к А. И. Герцену 26 января 1845 г.)[38]

### Работы
- Дмитрий Калинин (1830—1832).
- Литературные мечтания. Элегия в прозе (1834).
- О русской повести и повестях г. Гоголя («Арабески» и «Миргород») (1835).
- Ничто о ничём (1835).
- Стихотворения В. Бенедиктова (1835).
- Основания русской грамматики (1837).
- Гамлет. Драма Шекспира. Мочалов в роли Гамлета (1838, цикл статей).
- Сочинения в стихах и прозе Д. Давыдова.
- «Герой нашего времени». Соч. М. Лермонтова (1840).
- Русская литература в 1840 году (1841).
- Стихотворения М. Лермонтова (1841).
- Статьи о народной поэзии (1841).
- Похождения Чичикова, или Мёртвые души (1842).
- Русская литература в 1841 году (1842).
- Русская литература в 1842 году (1843).
- Русская литература в 1845 году (1846).
- Взгляд на русскую литературу 1846 года (1846).
- Николай Алексеевич Полевой (1846).
- Письмо Н. В. Гоголю (1847).
- Взгляд на русскую литературу 1847 года (1848).

### Издания
- Основания русской грамматики, для первоначального обучения, составленные Виссарионом Белинским: Ч. 1 — Грамматика аналитическая (этимология). — Москва: тип. Н. Степанова, 1837. — 163 с., [2] л. табл.
- Николай Алексеевич Полевой / Соч. В. Белинского. — Санкт-Петербург: тип. Э. Праца, 1846. — 55 с.
- Письмо В. Г. Белинского к Н. В. Гоголю / С предисл. М. Драгоманова. — Женева: ред. укр. сб. «Громада», 1880. — XX, 10, [2] с.
- Неизданные письма В. Г. Белинскаго к А. И. Герцену (1846 г.). — [Б. м.]: Русская мысль, 1891. — 25, [1] с.
- Из сочинений В. Г. Белинского: Избр. ст. для семьи и шк. / Под ред. В. П. Острогорского, с предисл., биогр. очерком, портр. и факс. — Москва: ред. журн. «Дет. чтение», 1898. — XXXVI, 427 с.
- Литературные характеристики: Онегин, Ленский, Печорин, Татьяна / В. Г. Белинский; Изд. под ред. В. Е. Ермилова. — Москва: тип. О. Л. Сомовой, 1898. — 88 с.
- О воспитании умственном и нравственном: посвящается родителям и наставникам / В. Г. Белинский; сост. А. Н. Сальников. — Санкт-Петербург: Губинский, 1898. — 160 с.
- Об искусстве: (Основы эстетики) / В. Г. Белинский; Сост. [и авт. предисл.] А. Н. Сальников. — Москва: кн. маг. В. В. Думнов, п/ф «Насл. бр. Салаевых», 1898. — [4], 161, [2] с.
- Эстетика В. Г. Белинского: Избр. ст. и отрывки с вопр. и доп. / Сост. Ц. Балталон. — Москва: Комис. преподавателей рус. яз., при Учеб. отд. О-ва распространения техн. знаний, 1898. — XIII, [3], 262 с.
- О А. С. Пушкине: Сб. ст. / Виссарион Григорьевич Белинский. — Москва: тип. т-ва И. Д. Сытина, 1899. — 295 с.
- Статьи о Державине. — Мелитополь: П. М. Лесман, 1900. — 79 с. — (Сочинения Виссариона Григорьевича Белинского)
- Статьи о Жуковском. — Мелитополь: П. М. Лесман, 1900. — [2], 85 с. — (Сочинения Виссариона Григорьевича Белинского)
- Статьи о Лермонтове. — Мелитополь: П. М. Лесман, 1900. — 149 с. — (Сочинения Виссариона Григорьевича Белинского)
- Статьи о Кольцове: С прил. библиогр. указ. лит. о Кольцове и списка тем по его соч. / В. Г. Белинский. — Вильна: Северозап. кн-во, 1911. — VIII, 66, [1] с.
- Статьи О Пушкине. ч.1. / ред. и вступ. ст. Иванова-Разумника. — СПб.: Типография М. М. Стасюлевича, 1911. — 400 с.
- Статьи О Пушкине. ч.2. / ред. и вступ. ст. Иванова-Разумника. — СПб.: Типография М. М. Стасюлевича, 1911. — 476 с.
- Педагогические сочинения / В. Г. Белинский; Со вступ. ст. Г. А. Фальборка и очерком жизни и пед. деятельности Белинского, примеч. и библиогр. указаниями А. Г. Фомина. — Санкт-Петербург: Изд-во газ. «Шк. и жизнь», 1912. — XII, 259 с.
- Статьи о Гоголе / В. Г. Белинский; Вступ. ст. Иванова-Разумника: «Белинский о Гоголе». — Санкт-Петербург: тип. М. М. Стасюлевича, 1913. — XXII, 87 с. — (Историко-литературная библиотека / Под ред., со ст. и примеч. Иванова-Разумника; № 77)
- Письма: Три тома / Белинский; Ред. и примеч. Е. А. Ляцкого. Т. 1—3. — Санкт-Петербург: тип. М. М. Стасюлевич, 1914: т. 1.: (1829—1839). — VIII, 427 с.; т. 2: (1839—1843). — [2], 439 с., т. 3: (1843—1848). — [2], 477 с.
- Общий взгляд на народную поэзию и её значение / В. Г. Белинский. — Книгоиздательский отдел Харьковской газеты Вольная Мысль, 1918. — 14 с.
- «Горе от ума» / В. Г. Белинский; вступительная статья И. Н. Кубикова. — Государственное издательство, 1923. — 102 с. — (Классики русской литературы; 61)
- Грибоедов, Гоголь, Лермонтов, Кольцов, Майков, Достоевский и Тургенев: Разбор их произведений: Критическая история русской литературы / В. Г. Белинский. — Киев: К. Б. Фукс, [19--]. — 294 с.
- Избранные сочинения: В 2 т. Т. 1—2 / В. Г. Белинский; С предисл. и вступ. ст. Н. Котляревского, преп. истории на Высш. С.-Петерб. жен. курсах. — Санкт-Петербург: О. Н. Попова, 1898.
- Избранные сочинения. Т.1—3 [Текст]: В 3 томах / В. Г. Белинский; Переплет: А. Радищев; Под общ. ред. Ф. М. Левина, И. К. Луппола, И. В. Фролова; [Вступит. статья Ф. М. Левина]; Ред. текста Д. Благого; Комментарии Д. Благого, А. Лаврецкого. — [Москва]: ГИХЛ, 1934—1941
- Сочинения Александра Пушкина / вступ. статья и прим. Тюнькина К. И. — М: Худ. лит., 1985. — 550 с.
- М. Ю. Лермонтов: Статьи и рецензии / Ред., вступит. статья и примеч. Н. И. Мордовченко. — Л.: Худож. лит., 1940. — 264 с.: портр.
- Избранные философские сочинения / Под общ. ред. и со вступит. ст. М. Т. Иовчука. Ред. текста и комментарии В. С. Спиридонова. — М.: Госполитиздат, 1941. — 591 с. на сайте Руниверс
- О Крылове: Сборник статей и высказываний. — М.: Гослитиздат, 1944. — 70 с.
- Письма к Гоголю / Ред., послесловие и примечания Ф. М. Головенченко. — М.: Гослитиздат, 1947. — 32 с.; То же: Белинский В. Г. — М.: Госполитиздат, 1956. — 29 с.
- Избранное. — Молотов: Молотовгиз, 1948. — 395 с.
- Избранные педагогические сочинения / Под ред. действ. чл. АПН РСФСР Е. Н. Медынского. — М.; Л.: Академия пед. наук РСФСР, 1948. — 280 с.: портр.
- Избранные философские сочинения / Под общ. ред. М. Т. Иовчука и З. В. Смирновой. Ред. текста и примеч. В. С. Спиридонова. Т. 1. — М.: Госполитиздат, 1948. — 642 с.: ил., портр. То же. Т. 2. — М.: Госполитиздат, 1948. — 594 с.: ил., портр.
- О Гоголе: Статьи, рецензии, письма / Ред., вступит. ст. и комм. С. Машинского. — М.: Гослитиздат, 1949. — 512 с.: портр.
- О классиках русской литературы / Сост. А. Н. Дубовиков. — М.; Л.: Детгиз, 1948. — 360 с. То же. — М.; Л.: Детгиз, 1950. — 360 с.: ил., портр.
- Взгляд на русскую литературу 1846 г. / [Послесл. и примеч. Е. А. Мельниковой]. — М.: Гослитиздат, 1955. — 184 с.: портр.
- Избранные статьи. — М.: Детлит, 1972. — 223 с.
- О русских классиках. — М. Худож. лит., 1979. — 528 с.
- Взгляд на русскую литературу. — М.: Современник, 1983. — 606 с.
- Сочинения Александра Пушкина. — М.: Сов. Россия, 1984. — 96 с.

### Собрания сочинений
- Собрание сочинений: в 12 т. / Издание К. Т. Солдатёнкова. — М., 1859—1862.
- Собрание сочинений В. Г. Белинского в трех томах: Юбил. изд. (1811—1911): С прил. портр. Белинского и имен. алф. указ. ко всем 3 т. Т. 1—3 / Под ред. Иванова-Разумника, с его вступ. заметками к каждой ст. Белинского, примеч. и ист.-крит. и биогр. очерком. — Санкт-Петербург: тип. М. М. Стасюлевича, 1911
- Полное собрание сочинений: в 13 т. / Под ред. С. А. Венгерова (т. 1—11) и В. С. Спиридонова (т. 12—13). — М., 1900—1917 (тт. 1—11); М., 1926—1948 (тт. 12—13).
- Собрание сочинений: в 3 т. / Под ред. Ф. М. Головенченко. — М., 1948.
- Полное собрание сочинений: [В 13-ти т.] / [Ред. коллегия: Н. Ф. Бельчиков (отв. ред.) и др.]; Акад. наук СССР. Ин-т русской литературы (Пушкинский дом). — Москва: Акад. наук СССР, 1953—1959.
- Собрание сочинений: в 9 т. / В. Г. Белинский; редкол. и вступ. статья: Н. К. Гей [и др.]. — Москва: Художественная литература, 1976—1982

### О Белинском
- Систематический указатель к сочинениям Белинского с присоединением соответствующих указаний на сочинения Добролюбова: Пособие при изуч. теории и истории словесности / Сост. [преп. словесности] К[онстантин] П[етров]. — Санкт-Петербург: в тип. Мор. м-ва, 1879. — [3], IV, 65 с.
- Пыпин А. Н. Бѣлинскій, его жизнь и переписка. — СПб.: Типографія М. М. Стасюлевича, 1876.
- Пыпин А. Н. Различные понятия о литературном характере Белинского / Характеристики литературных мнений от двадцатых до пятидесятых годов: Ист. очерки А. Н. Пыпина. — СПб.: тип. М. М. Стасюлевича, 1873. — [4], II, 514 с. — С. 421—471.
- Тургенев И. С. Воспоминания о Белинском .
- Аполлон Григорьев. Белинский и отрицательный взгляд в литературе («Сочинения», I).
- Венгеровъ С. А. Великое сердце (Виссаріонъ Григорьевичъ Бѣлинскій) // Венгеровъ С. А. Очерки по истории русской литературы. — СПб.: Типографія т-ва „Общественная Польза“, 1907. — С. 245–378.
- Виссарион Григорьевич Белинский в воспоминания современников / собрал и коммент. М. К. Клеман; предисл. и ред. Н. К. Пиксанова. — Ленинград: Academia, 1929. — 431, [1] с., [1] л. портр.: ил., портр. — (Памятники литературного быта)
- Лернер Н. Белинский, Виссарион Григорьевич // Русский биографический словарь : в 25 томах. — СПб.—М., 1896—1918.
- Писарев Д. И. Пушкин и Белинский. — М.; Петроград: Государственное изд-во «Типография „Печатный двор“», 1923.
- Свод мнений Белинского о детской литературе / Сост. Ив. Феоктистов. — Санкт-Петербург: ред. журн. «Дет. чтение», 1884. — 58 с.
- Ю. Г. Оксман. Летопись жизни и деятельности В. Г. Белинского. — М.: Гослитиздат, 1958. — 641 с.
- Нечаева В. С. В. Г. Белинский. Начало жизненного пути и литературной деятельности. 1811—1830. — М.: Издательство АН СССР, 1949. — 446 с.
- Нечаева В. С. В. Г. Белинский: Учение в университете и работа в «Телескопе» и «Молве»: 1829—1836. — М.: Издательство АН СССР, 1954. — 488 с.
- Нечаева В. С. В. Г. Белинский: Жизнь и творчество: 1836—1841. — М.: Издательство АН СССР, 1961. — 391 с.
- Нечаева В. С. В. Г. Белинский: Жизнь и творчество: 1842—1848. — М.: Издательство "Наука", 1967, 1968. — 526 с.
- Д. Л. Тальников. Театральная эстетика Белинского. — М: Искусство, 1962.
- Лунин Б. В. Живые страницы. А. С. Пушкин, Н. В. Гоголь, М. Ю. Лермонтов, В. Г. Белинский. — М.: Детская литература, 1970. — 100 000 экз.
- Погодин Н. В. Г. Белинский: Общ. очерк его литературной деят. / Н. Погодин. — Санкт-Петербург: Литературный мир, 1907. — 16 с.
- Протопопов М. А. В. Г. Белинский, его жизнь и литературная деятельность: Биогр. очерк М. А. Протопопова: С портр. Белинского, грав. в Лейпциге Геданом. — 2-е изд. — Санкт-Петербург, 1894. — 77 с., 1 л. фронт. (портр.). — (Жизнь замечательных людей. Биографическая библиотека Ф. Павленкова)
- Славин Л. И. Неистовый: Повесть о Виссарионе Белинском. — М.: Политиздат, 1973. — 479 с., ил. — («Пламенные революционеры»); То же. — 2-е изд. — 1977. — 479 с., ил.
- Соловьев Е. А. В. Г. Белинский в его письмах и сочинениях. (1810—1848) / Сост. Евг. Соловьев (Скриба). — Санкт-Петербург: изд. скоропеч. «Надежда», 1898. — [2], X, 251 с.
- Филатова Е. М. Белинский. — М.: Мысль, 1976.
- Шиль С. Н. Виссарион Григорьевич Белинский: (1810 [1811]—1848): Очерк Сергея Орловского. — [Санкт-Петербург]: тип. Е. Евдокимова, 1898. — 32 с.
- Строганов М., Трифаженкова И. Словарь филологических терминов В. Г. Белинского. — Тверь: Твер. гос. ун-т, 2010. — 444 с. — 100 экз. — ISBN 978-5-7609-0613-7
- Чернышевский Н. Г.. Очерки гоголевского периода русской литературы // «Современник», 1855, декабрь, и 1856.